# 索爾特里弗鎮區 (密蘇里州羅爾斯縣)
索爾特里弗鎮區（英語：Salt River Township）是位於美國密蘇里州羅爾斯縣的一個行政鎮區。

## 地方資料
索爾特里弗鎮區的面積為179.57平方千米，當中陸地面積為168.05平方千米，而水域面積為11.52平方千米。根據2020年美國人口普查的數據，當地共有人口1267人，而人口密度為每平方千米7.06人。